# Puente Pacífico
El Puente Pacífico es un puente ferroviario de Ciudad de Buenos Aires, emplazado en la intersección de las avenidas Santa Fe y Juan B. Justo, dentro del barrio de Palermo. Por sus vías cruza el Ferrocarril General San Martín.

## Ubicación

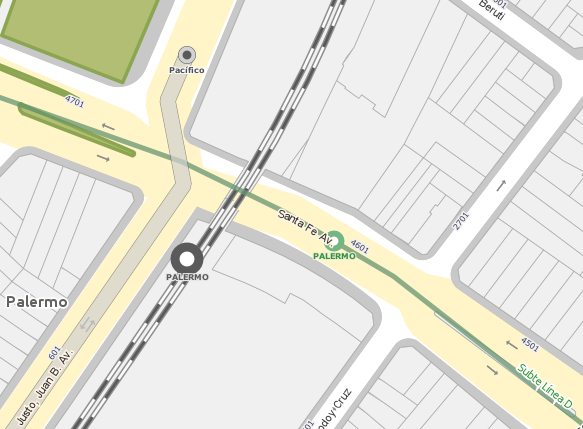
Situación geográfica del puente.

Se trata de una zona residencial densamente poblada, además de un importante nodo de transporte. Por allí pasan numerosas líneas de colectivos, comienza el Metrobús Juan B. Justo, pasa la línea D de subterráneo y se detiene el Ferrocarril San Martín en la estación elevada Palermo, ubicada inmediatamente después del puente ferroviario.

## Origen
Fue construido por el Ferrocarril Buenos Aires al Pacífico (de ahí su nombre) como parte de la extensión del servicio ferroviario hasta Retiro. Debido a que ya por entonces esa zona, aledaña a los Bosques de Palermo y el hipódromo, era altamente transitada, la empresa decidió construir el trazado en altura para evitar los cruces a nivel. Como resultado de esto se construyeron varios puentes y paseos bajo las vías como el Paseo de la Infanta. El Puente Pacífico forma parte de esa obra, sin ser el puente más grande del recorrido, pero sí el más significativo por su ubicación.

## Ensanche

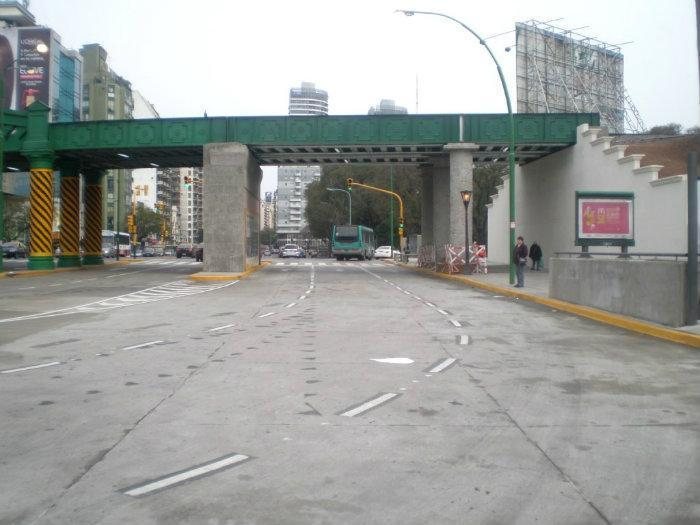
Nuevo tramo construido en 2011

En el año 2011 el Gobierno de la Ciudad de Buenos Aires realizó una obra de ensanche, la empresa Ausa al realizar la obra permitió ensanchar la Avenida Santa Fe llevándola de 6 carriles a 10. Esto implicó un alargamiento del puente hacia el este. A tal fin se realizó una réplica en metal exacta del decorado del tramo recto que presentaba el puente en sus extremos, por lo cual actualmente el característico arco no se encuentra en el centro del puente, sino hacia el oeste.

## Barrio Pacífico
El puente le da nombre a esta zona del barrio de Palermo constituyéndola como un sub-barrio.
Esta subzona abarca a lo largo de la Avenida Santa Fe desde Plaza Italia, el cruce con la Avenida Juan B. Justo y ciertas partes de la Avenida Luis María Campos.
A causa de la limitada capacidad que tuvo durante años el entubamiento del Arroyo Maldonado que corre bajo la Avenida Juan B. Justo, esta zona era propensa a inundarse en días de tormentas y caída fuerte de precipitaciones.

## Galería

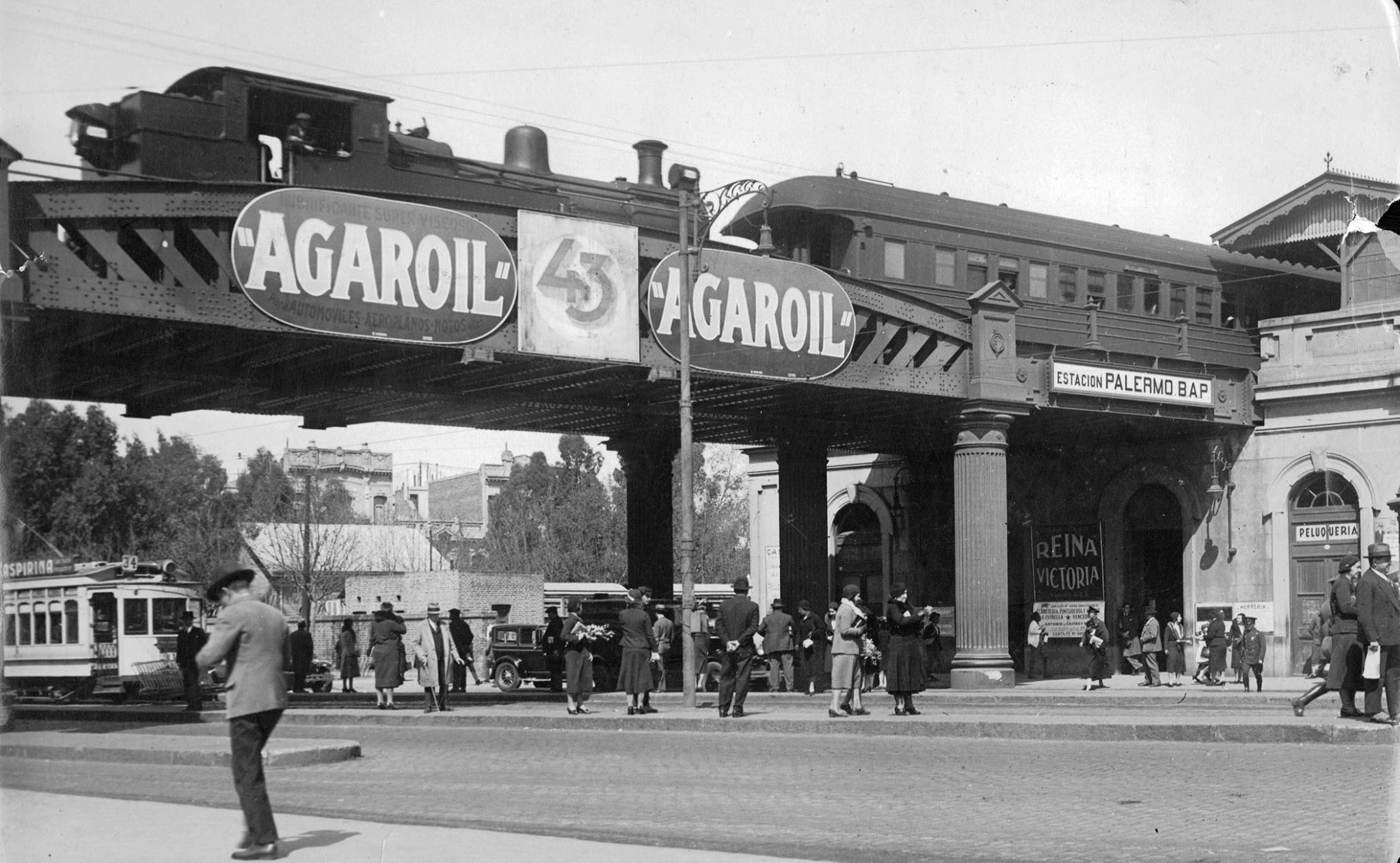
El puente y un tren a vapor del BAP saliendo de la estación Palermo
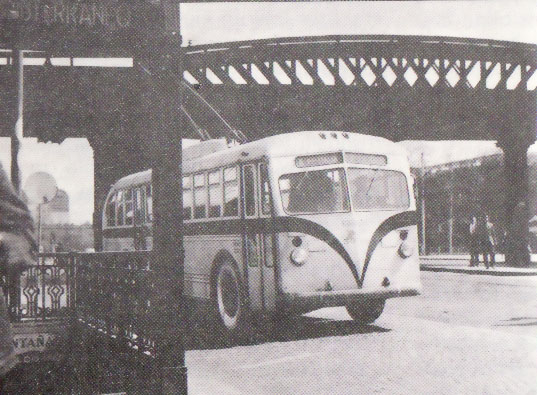
El puente, un trolebús y la entrada al Subte
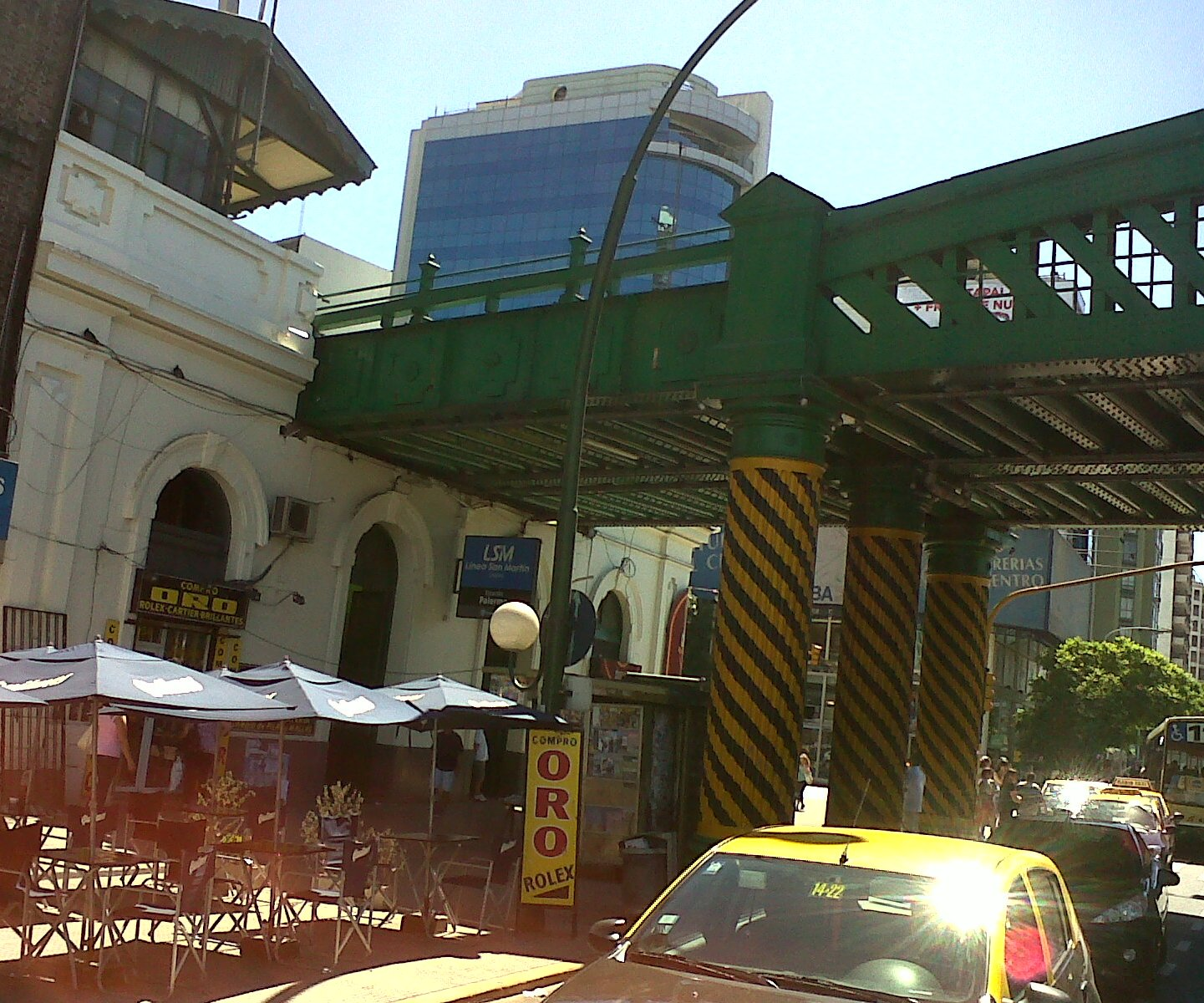
El puente y la entrada a la estación Palermo
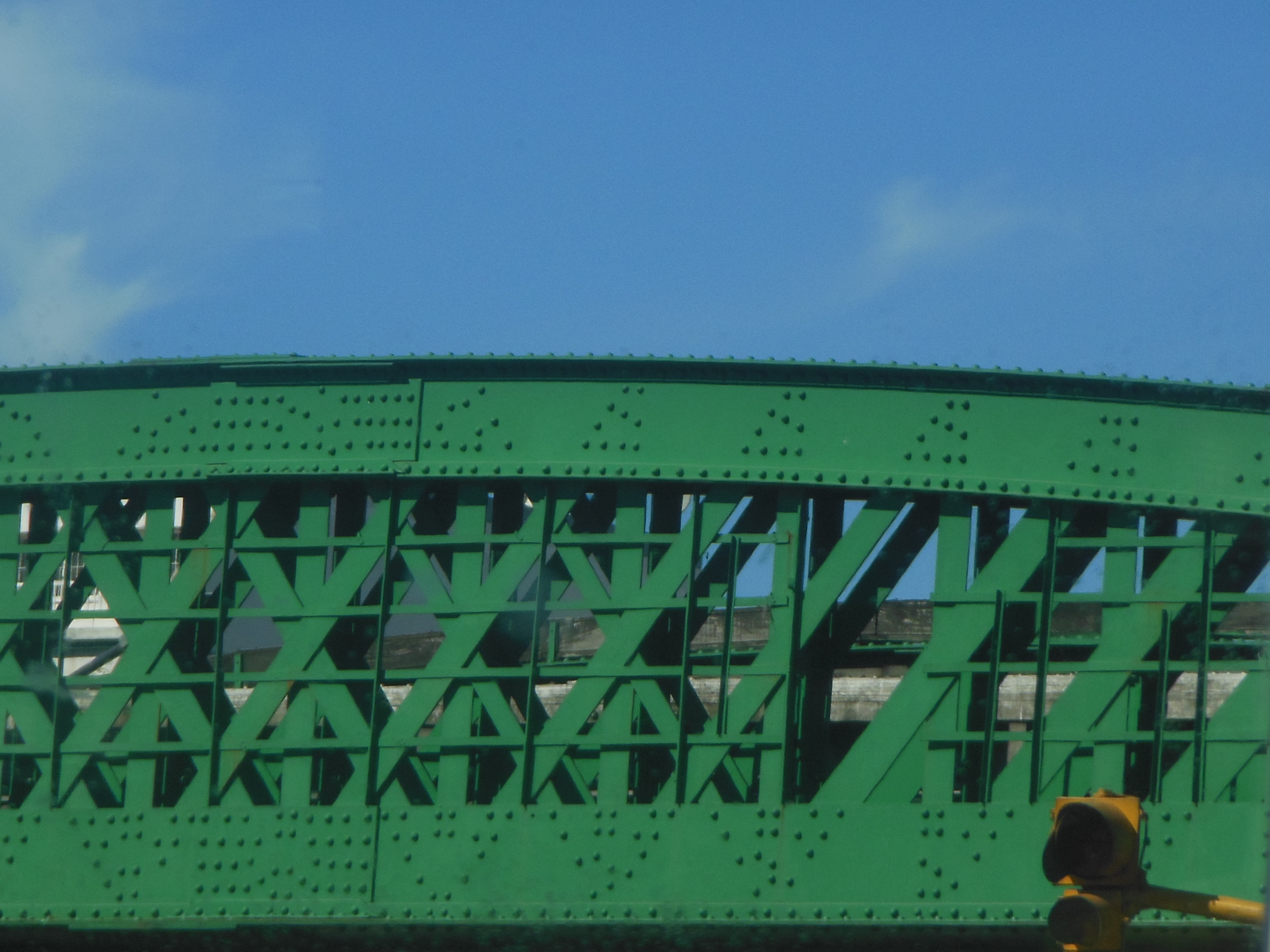
Detalle del arco principal del puente
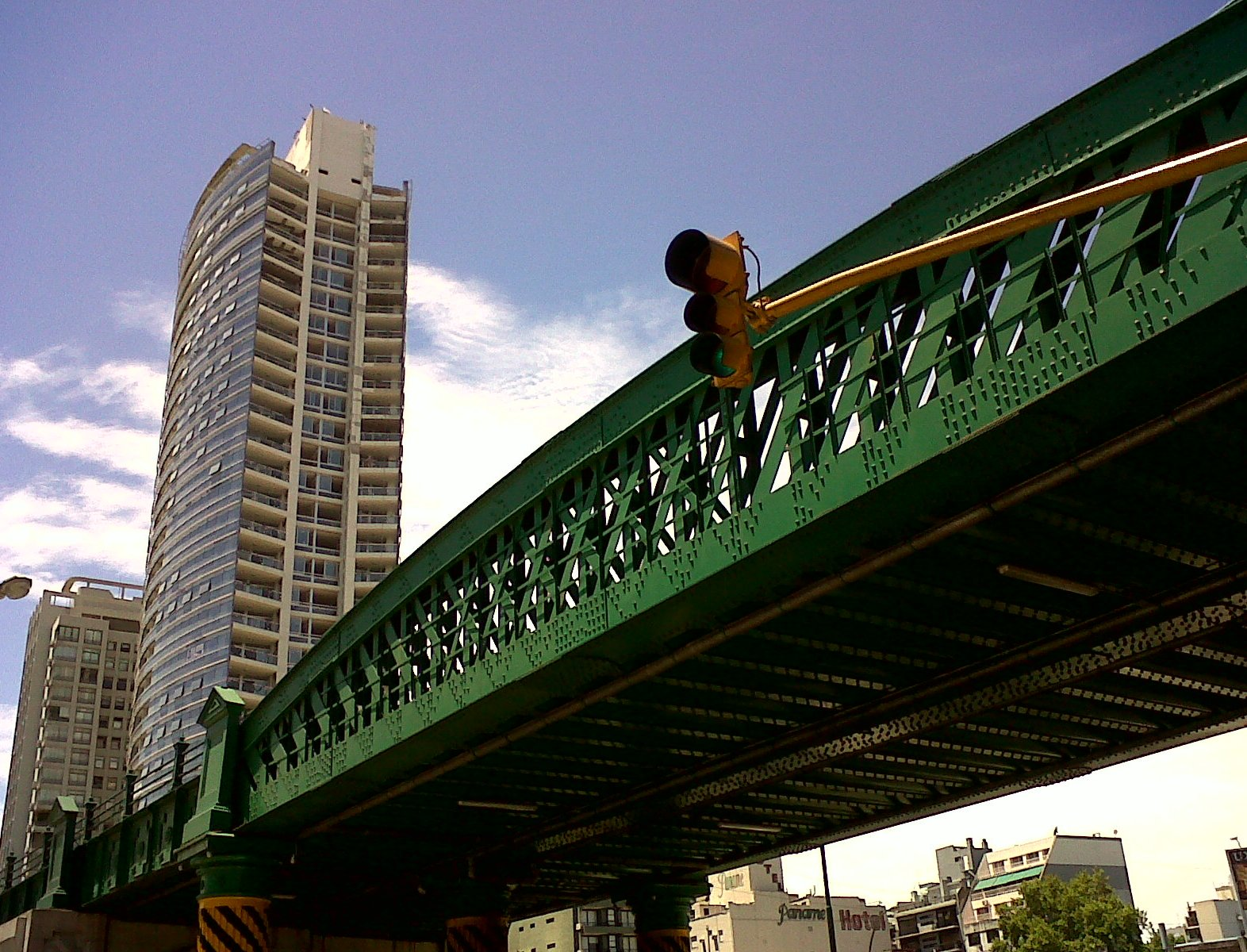
Una de las torres de Palermo Nuevo al fondo